# ザンビア共和党
ザンビア共和党（ザンビアきょうわとう、Zambia Republic Party、またはZambia Republican Party）は、ザンビアの政党。
2001年12月27日に行われた国民議会総選挙では得票率5.5パーセントで1議席を得た。同年におこなわれた大統領選挙では、ベンジャミン・ムウィラを公認候補に擁立し4.84パーセント、8万5472票を獲得した。 